# 杏坪镇
杏坪镇，是中华人民共和国陕西省商洛市柞水县下辖的一个乡镇级行政单位。
2015年，陕西省民政厅批复同意撤销柴庄镇，并入杏坪镇。

## 行政区划
杏坪镇下辖以下地区：
金口村、杏坪村、联丰村、中山村、双喜村、中台村、铁炉村、联合村、严坪村、肖台村、腰庄村、油房村、金珠村、党台村、枣树坪村、莲花村、晨光村、天堂村、银川村和安坪村。